# Бериславський фаховий педагогічний коледж ім. В. Ф. Беньковського ХДУ
Бериславський фаховий педагогічний коледж ім. В. Ф. Беньковського — навчальний заклад фахової передвищої освіти, що розташований у м. Берислав, Херсонської області, Україна. Заклад надає послуги фахової передвищої освіти у сфері освіти, педагогіки: Дошкільної та Початкової освіти.

## Загальна інформація
Відповідно до Наказу Міністерства Освіти і Науки України від 09.01.2020 № 5-л «Про ліцензування освітньої діяльності» та Сертифікатів про акредитацію спеціальностей, Бериславський фаховий педагогічний коледж ім. В. Ф. Беньковського, може здійснювати підготовку молодших спеціалістів та здобувачів фахової передвищої освіти у галузі знань 01 Освіта/Педагогіка за спеціальностями на базі 9 та 11 класів:
012 Дошкільна освіта, кваліфікація: Вихователь закладу дошкільної освіти.
Додаткові кваліфікації:
– вихователь логопедичної групи;
– учитель англійської мови закладу дошкільної освіти;
– інструктор з фізичного виховання.
013 Початкова освіта, кваліфікація: Вчитель початкових класів закладу загальної середньої освіти.
Додаткові кваліфікації:
– учитель англійської мови початкової школи;
– учитель інформатики початкової школи;
– учитель фізичної реабілітації;
– керівник секцій спортивного напряму, інструктор спортивно-тренажерної зали;
– організатор позакласної та позашкільної роботи;
– асистент вчителя інклюзивного навчання.
Коледж налагодив тісний зв'язок з Мелітопольським державним педагогічним університетом імені Богдана Хмельницького, Уманським державним педагогічним університетом імені Павла Тичини з впровадження ступеневої системи підготовки майбутніх спеціалістів, Державною Вищою Технічно-Економічною Школою ім. Броніслава Маркевича (м. Ярослав, Польща). У Бериславському педагогічному коледжі навчаються студенти із всієї Херсонської області, які також проходять різні види практики в школах та дитячих садках м. Берислава, Нової Каховки, у дитячих таборах м. Генічеська, смт. Великої Олександрівки, Залізного Порту, с. Лазурне.
Навчальний заклад організовує власну науково-методичну роботу із залученням до неї студентів. Результати цієї роботи відображаються в методичних посібниках, статтях у фаховій пресі, виступах на щорічних Всеукраїнських та Міжнародних наукових конференціях. В закладі налагоджена система поза навчальних об'єднань: гуртки, клуби, факультативи, студії, спортивні секції. У результаті такої систематичної роботи сформувалися творчі колективи, які відомі в місті й області: хореографічний колектив «Бериславські візерунки»; зразкова вокальна студія «Колорит», зразковий хоровий колектив «Мелодика»; зразковий гурток «Умілі руки».

## Історія

### Заснування і становлення 1929—1944рр.
У документах архівного фонду Херсонського облвиконкому, у довідці, направленій Раді Народних Комісарів УРСР, визначено час створення Бериславської педшколи — 1929 рік. Наказ тоді так і не було виконано. 1 вересня 1930 року педагогічний технікум було відкрито при Херсонському педагогічному інституті, котрий тоді називався Херсонський інститут народної освіти. Перший набір студентів до педтехнікуму проводився влітку 1930 року. Засновником технікуму та його першим директором був Іван Андрійович Литвиненко.
До переліку предметів, що тоді вивчалися входили українська, російська та німецька мови, українська, російська та дитяча літератури, арифметика, алгебра, геометрія, географія, природознавство, фізика, хімія, нова історія, історія та конституція УРСР та СРСР, педагогіка, історія педагогіки, шкільна гігієна, музика, фізична культура та військова підготовка, каліграфія, співи, малювання з методиками, а також методики мови, арифметики, географії, природознавства, історії, співів, малювання, фізкультури. До свідоцтва про закінчення технікуму вносилися також оцінки за педагогічну практику. Стояла оцінка і за поведінку. З самого початку в педтехнікумі діяв драматичний гурток на чолі з викладачем Ліоте Г. М.
Технікум мав такі відділення: Шкільне, що готувало вчителів початкових класів, мало в складі 3 групи; КДР — Комуністичної дитячої роботи, що готувало піонервожатих, мало в складі 2 групи; Дошкільне, котре готувало вихователів дошкільних навчальних закладів, мало 2 групи. Кожна група була по 30-35 чоловік. У 1930—1931 н.р. було 2 набори студентів — осінній та весняний. Після першого курсу найактивніші студенти мали змогу поїхати на екскурсію до Діпрогесу.
Восени  1931 року технікум було переведено до Берислава. У 1931—1932 н.р. технікум перейменували на «Бериславський педагогічний технікум ім. М. Скрипника», тоді ж очолив заклад новий директор та викладач історії — Бицай Олесь Федорович. Завучем став Вишневський А. Ф.
Під час голодомору в Україні 1932—1933 р.р. студентам навчального закладу було не легко. Для того, щоб вижити вони створили комуну під назвою «Студентська побутова комуна ім. 8 березня». Стипендія йшла до каси комуни, потім певну частину коштів відправляли на талони на їжу, іншу частину на культурні та господарські потреби. 1933 року Бериславський педтехнікум видав перші дипломи, а також почали працювати однорічні педагогічні курси. Того ж року директором став Загородній О. Г.
У 1937 р. заклад перейменували у педшколу, змінивши також навчальні плани та програми, крім того, в закладі діяла бібліотека та 5 класів. Цього року тимчасово виконуючим обов'язки директора через призначення Загороднього О. Г. директором Херсонського педагогічного інституту став завуч Стегній О. Г., а восени 1938 року директором обрали Котенка К. А., який був на посаді до 1941 р.

### Період Німецько-радянської війни 1941—1944р.р.
Після початку 22 червня 1941 р. Німецько-радянської війни, студентів та викладачів відправили на фронт. Заклад після війни відновив роботу у 1946 році.

### Період Незалежності
Відповідно до рішення Міжгалузевої акредитаційної комісії, Бериславський педагогічний коледж віднесено до вищих навчальних закладів I рівня акредитації. На підставі Рішення XXVI сесії п'ятого скликання Херсонської обласної ради від 18 березня 2008 року № 533 Бериславське педагогічне училище реорганізовано в Бериславський педагогічний коледж. Бериславський педагогічний коледж являє собою комплекс, який складається з навчального корпусу, гуртожитку, бібліотеки, читальних залів, спортивного залу, актового залу, буфету, залу ритміки і хореографії, тренажерного залу, спортивного майданчику, стадіону.
У 2012 році за рішенням ХХ сесії шостого скликання Херсонської обласної ради від 14.12.2012 року № 640 коледжу було присвоєно ім'я Беньковського Валентина Федоровича. 
З 2018 року заклад є структурним підрозділом Херсонського державного університету, а у 2020 році, відповідно до Закону України «Про фахову передвищу освіту» заклад реорганізовано у фаховий педагогічний коледж, отримавши при цьому назву «Бериславський фаховий педагогічний коледж ім. В. Ф. Беньковського Херсонського Державного Університету».
23 червня 2020 року в коледжі обрали нового директора Костюка А. М., який замінив Климович М. В.

#### Російське вторгнення в Україну (2022)
Після початку Російського вторгнення в Україну, коледж продовжив роботу дистанційно.
4 квітня 2022 року з'явилася інформація, що гауляйтером Берислава може стати директор педагогічного коледжу.
18 травня 2022 року російські окупанти «призначили» «головою» міста Берислав, директора педагогічного коледжу Андрія Костюка. Тимчасово виконувачем обов'язки директора призначено заступницю директора з навчальної роботи Пирожок Г. Ю.
18 червня 2022 року колектив педагогічного коледжу відмовився від пропозиції колабораціоніста Андрія Костюка працювати за програмами РФ.
13 липня 2022 року Костюка А. М. звільнили з посади директора Бериславського педагогічного коледжу.
8 серпня 2022 року стало відомо, що псевдо очільником Бериславського педагогічного коледжу став колаборант, колишній викладач фізичного виховання Максим Авраменко.
22 грудня 2022 року стало відомо, що окупаційна російська «влада» міста Берислав спільно з псевдо «очільником» педагогічного коледжу за російським законодавством «зареєстрували» юридичну особу «Государственное Бюджетное Образовательное Учреждение Среднего Профессионального Образования Херсонской Области "Педагогический Колледж Херсонской Области"», «директором» якого з 3 жовтня 2023 року стала колишня викладачка дошкільних дисциплін Кузнецова О. В. Крім того, створено сторінки «коледжу» у соцмережі Вконтакті та месенджері Telegram.
8 квітня 2023 року після влучання авіабомби пошкоджено будівлю закладу.
20 жовтня 2023 року після чергового авіаудару, знову пошкоджено будівлю коледжу.
1 листопада 2023 року стало відомо, що тимчасове виконання обов'язків директора покладено на викладача Херсонського Державного Університету Юрчука Ю. Ю.
6 червня 2024 року Приморський районний суд Одеси заочно визнав колишнього директора педагогічного коледжу Андрія Костюка винним у колабораційній діяльності за ч.5 ст. 111-1 КК України та призначив покарання 10 років позбавлення волі з конфіскацією у власність держави майна, крім того заборонено протягом 15 років обіймати посади в органах влади, правозахисних і правоохоронних органах.

## Викладачі
- Боженко Василь Артемович